# Comarca de Caldas
La Comarca de Caldas és una comarca de Galícia situada a la província de Pontevedra. Limita amb O Sar al nord, amb A Barbanza a l'oest, amb O Salnés al sud-oest, amb la comarca de Pontevedra al sud-est i amb Tabeirós-Terra de Montes a l'est. En formen part els municipis de:
- Caldas de Reis
- Catoira
- Cuntis
- Moraña
- Pontecesures
- Portas
- Valga